# Brenabben
Brenabben är en kulle i Antarktis. Norge gör anspråk på området. Toppen på Brenabben är 310 meter över havet.
Terrängen runt Brenabben är platt åt sydväst, men åt nordost är den kuperad. Trakten är glest befolkad. Det finns inga samhällen i närheten.